# ماخو (آجارستان)

نمایی از پل روی رود چوروخی

ماخو (گرجی: მახო) یک روستا در گرجستان است که در شهرداری خلواچاوری و در کنار رود ماخو واقع شده است. این روستا به دلیل پل قوسی قرون وسطایی‌اش شناخته‌شده است.
بر اساس سرشماری انجام‌شده در سال ۲۰۱۴ میلادی، جمعیت روستا ۲۴۷۹ نفر بوده است.